# مجوز آپاچی
مجوز آپاچی (به انگلیسی: Apache License) یکی از پروانه‌های نرم‌افزاری آسان‌گیر نرم‌افزار آزاد است که به صورت کپی آزاد توسط بنیاد نرم‌افزار آپاچی منتشر می‌شود. این پروانه به کمک قوانین کپی رایت و تکذیب‌نامه تعریف شده‌است.
همه نرم‌افزارهای ساخته‌شده توسط بنیاد آپاچی، یا هر پروژه و زیر پروژهٔ مورد حمایت این بنیاد، تحت پروانهٔ آپاچی قرار دارد. بعضی از نرم‌افزارهای دیگرِ غیر مرتبط با بنیاد آپاچی نیز از این پروانه استفاده می‌نمایند. از آبان ۱۳۸۹ بیش از ۶۰۰۰ پروژه در سورس‌فورج براساس این پروانه موجود و در دسترس بودند. همچنین در ارسالی که در وبلاگ گوگل در سال ۱۳۸۸، اعلام شد که ۲۵ هزار پروژه از ۱۰۰هزار پروژه موجود در گوگل کد از پروانهٔ آپاچی استفاده می‌کنند.

## تاریخچهٔ نگارش
نگارش ۱٫۰ پروانه آپاچی نخست تنها برای بستهٔ قدیمی وب‌سرور آپاچی (از نگارش ۱٫۲) مورد استفاده بود. نگارش ۱٫۱ پروانه آپاچی در سال ۲۰۰۰ توسط بنیاد آپاچی اعلام شد: تغییرات مقدماتی از نگارش ۱٫۰ پروانه عبارت است از:'عبارت تبلیغاتی' (بخش ۳ از نگارش ۱٫۰ پروانه)؛ ذکر پروانه برای محصولات مشتق‌شده در تبلیغاتشان ضروری نیست اما باید در مستنداتش ذکر شود.
بنیاد آپاچی پروانه آپاچی ۲٫۰ را در ژانویه ۲۰۰۴ (۱۳۸۳ شمسی) منتشر نمود. اهداف اعلام شده برای این پروانه ساده‌سازی به‌کارگیری این پروانه برای پروژه‌های خارج از این بنیاد، نیز بهبود انطباق با نرم‌افزارهای حول محور جی‌پی‌ال، امکان ذکر پروانه به جای نام بردن از تمام فایل‌ها و در نهایت نیازمند یک پروانه ثبت اختراع برای مشارکت‌هایی که مشارکت کننده از ثبت‌اختراع خود تحدی می‌نماید.

## شرایط پروانه
مانند تمام پروانه‌های نرم‌افزار آزاد، این پروانه به کاربران نرم‌افزار آزادی عملی را برای کاربران نرم‌افزار ایجاد می‌نماید تا تحت این پروانه هر تغییری که مایلند را در برنامه ایجاد نموده، آن را باز توزیع نمایند، برای هر هدفی استفاده کنند.
پروانهٔ آپاچی، مانند بیشتر پروانه‌های دیگر، این اجازه را می‌دهد تا نرم‌افزارهای مشتق شده بتوانند بدون ذکر این پروانه یا تحت آن باز-تولید و باز-انتشار یابند (بر خلاف کپی لفت). در هر پروندهٔ پروانه باید در صورت وجود هرگونه موضوع مشمول کپی رایت، ثبت تجاری، یا موضوعات قانونی مشمول در کدها، ذکر شده باشد (به جز موارد محق دانستن در کارهای مشتق شده). با هرگونه تغییر در پرونده باید اعلانی صورت گیرد و تغییرات صورت گرفته را اعلام نماید.
اگر فایل اطلاعیه (به انگلیسی: NOTICE) در توزیع یک برنامهٔ اصلی (به انگلیسی: Original) باشد، آن‌گاه کارهای مشتق شده نیز باید دارای یک کپی خوانا از این اطلاعیه نیز باشند (البته همچنان بدون موراد محق دانستن در کارهای مشتق شده). این اطلاعیه باید حداقل در یکی از سه مکان اعلام شده باشد: در یک پرونده اطلاعیهٔ متنی توزیع‌شده به عنوان کار مشتق شده یا در مستندات یا کد منبع یا در مکانی قابل نمایش از کارهای مشتق شده.